# Kościół Wniebowzięcia Najświętszej Maryi Panny w Polanicy-Zdroju

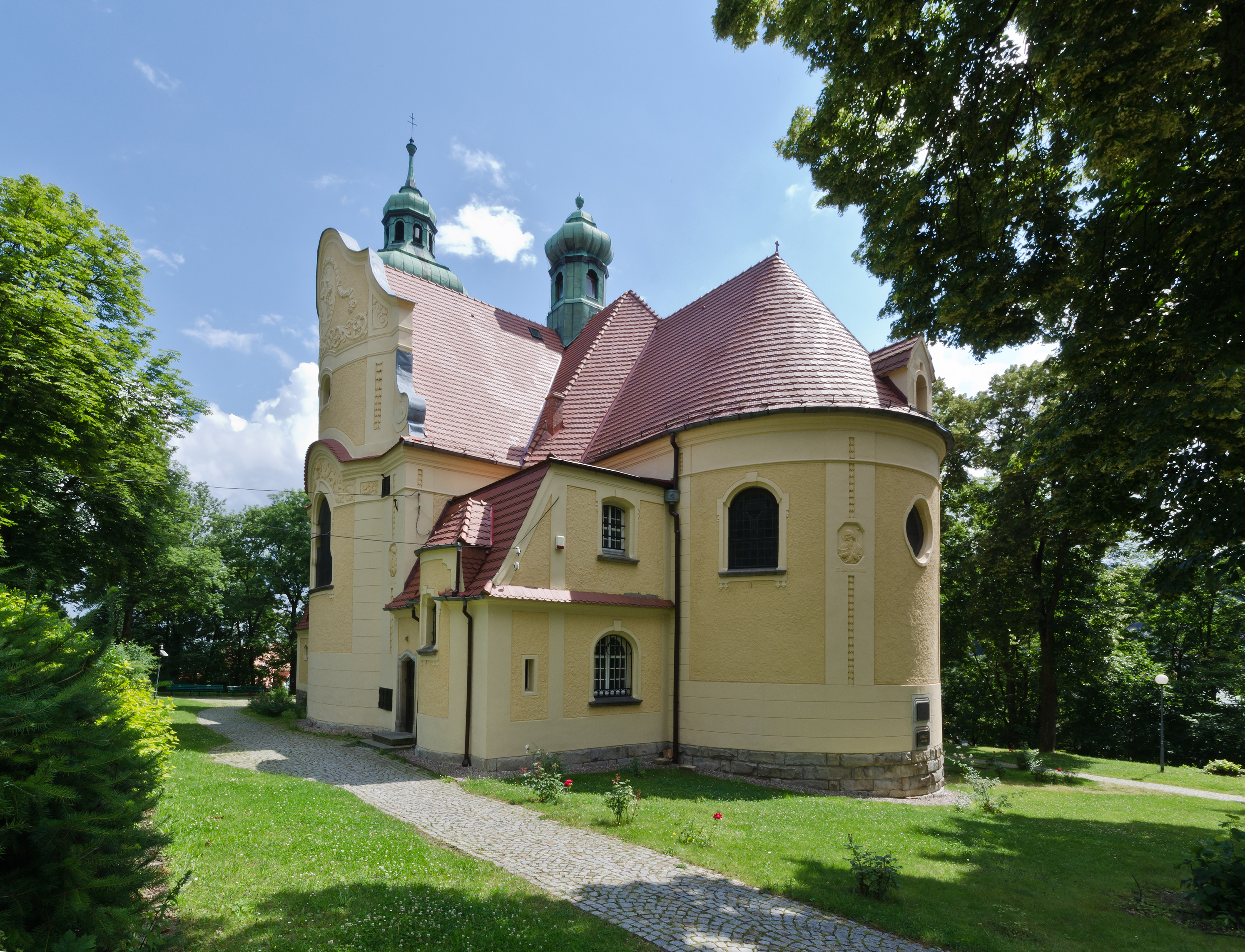
Widok kościoła od zachodu

Kościół Wniebowzięcia Najświętszej Maryi Panny w Polanicy-Zdroju – najstarsza w mieście świątynia katolicka, położona w jego centrum. Jest siedzibą rzymskokatolickiej parafii Wniebowzięcia Najświętszej Maryi Panny w Polanicy-Zdroju.

## Historia
Wcześniej, w 1650, w pobliżu dworu należącego do jezuitów z Kłodzka, na miejscu, gdzie obecnie stoi kościół, wznieśli oni drewnianą kaplicę. Służyła ona przyjezdnym i tutejszym katolikom, należącym do parafii w Szalejowie Górnym. W miarę rozwoju miejscowego uzdrowiska liczba mieszkańców Polanicy oraz kuracjuszy uległa znacznemu zwiększeniu, co spowodowało konieczność wzniesienia nowej świątyni. 
Obecny kościół został wybudowany w latach 1911–1912 jako kościół filialny, z cegły, w stylu neobarokowym. Inicjatywę budowy podjął ówczesny proboszcz szalejowski ks. Paul Theuner. Plac pod budowę kościoła ofiarował wikariusz katedralny z Wrocławia, ks. Freund. Z kolei świątynię zbudował mistrz murarski Andreas Ernst z Kłodzka, według projektu wrocławskiego architekta Ludwiga Schneidera. Jej uroczystego poświęcenia dokonał biskup pomocniczy praski Wenzel Frind, 8 lipca 1912.
1 października 1923 r. świątynia stała się głównym kościołem nowo powstałej parafii polanickiej.
Dzięki położeniu na Klasztornej Górze obiekt jest dobrze widoczny zarówno z miasta, jak i z drogi krajowej nr 8/E67.

## Architektura
Kościół Wniebowzięcia NMP jest budowlą jednonawową z jedną wieżą, wybudowany w stylu neobarokowym z elementami secesyjnymi, z bogato dekorowanymi elewacjami, w tym zwłaszcza szczytami.
Ołtarz główny został wykonany z drewna sosnowego i lipowego. Jest on dziełem Zrzeszenia Warsztatów Stolarskich z Nysy. Tam też wykonano ołtarze boczne oraz jeden z konfesjonałów. Drugi z nich został wykonany w 1938 przez stolarza Wagnera z Kłodzka. Chrzcielnicę wykonał jeden z wychowanków tutejszego sierocińca, lądecki rzeźbiarz Klein. Stacje Drogi Krzyżowej malowane są na blasze, a ramy do nich wykonał rzeźbiarz z Nysy – Fischer.
Obrazy ołtarzowe oraz Drogi Krzyżowej, a także freski na sufitach zostały namalowane przez Oswalda Völkela z Monachium, artysty pochodzącego z ziemi kłodzkiej. Witraże w oknach wykonano według projektu malarza Lercha z Düsseldorfu, a ich fundatorami byli miejscowi parafianie.
W kościele znajduje się łaskami słynący Obraz Matki Bożej Nieustającej Pomocy ze Stanisławowa. Przed II wojną światową umieszczony był w ołtarzu głównym tamtejszego kościoła gimnazjalnego. Trafił do Polanicy w 1946 r., kiedy tutejszą parafię objął ks. Marian Barg ze Stanisławowa. W 2013 w kościele ustanowiono sanktuarium NMP Nieustającej Pomocy.

## Organy
Organy zbudował w 1912 Franz Lux, organmistrz z Lądka Zdroju. Powstały one w dwa lata po ukończeniu budowy kościoła, który tak samo jak prospekt organów utrzymany jest w stylu neobarokowym. Organy w 2002 były remontowane przez Marka Mikonowicza.
Corocznie od maja do września z inicjatywy prof. Andrzeja Chorosińskiego w kościele są organizowane koncerty muzyki kameralnej i organowej.
| Manuał I          | Manuał II               | Pedał          |
| ----------------- | ----------------------- | -------------- |
| 17. Mixtur 3 fach | 11. Super oct 2'*       | 6. Cello 8'    |
| 18. Oktave 4'     | 12. Flauto travers 4'   | 7. Subbass 16' |
| 19. Hohlflöte 8'  | 13. Fugara 4'           | 8. Violon 16'  |
| 20. Gemshorn 8'   | 14. Rohrflöte 8'        |                |
| 21. Gambe 8'      | 15. Salicional 8'       |                |
| 22. Principal 8'  | 16. Geigen principal 8' |                |
| 23. Bordun 16'    |                         |                |

## Dzwony
Dzwony z 1912 r. wykonane w firmie Bierling z Drezna otrzymały imiona: Paweł, Maria i Józef. Do dziś zachował się tylko ten ostatni. Zegar na wieży kościelnej został ufundowany przez Franza Wittwera, miejscowego fabrykanta i właściciela huty szkła. Dzwony kościoła pw. Wniebowzięcia NMP były trzykrotnie fundowane (w latach 1912, 1927, 2006) i dwukrotnie konfiskowane w czasie wojen (1917, 1942) na cele przemysłu zbrojeniowego. Po raz trzeci dzwony ufundowano w 2006 r. W 1927 dzwony zostały wykonane przez firmę Gebrüder Ulrich w Apoldzie, w 2006 w Ludwisarni Felczyńskich z Taciszowa.
|                  | Imię       | Waga (kg) | Ton  | Rok odlania | Odlewnia                           |
| ---------------- | ---------- | --------- | ---- | ----------- | ---------------------------------- |
| Mały dzwon       | Maryja     | 220 kg    | cis” | 2006        | Ludwisarnia Felczyńskich, Taciszów |
| Średni dzwon     | Józef      | 285 kg    | h’   | 1912        | Albert Bierling, Drezno            |
| Duży dzwon       | św. Jerzy  | 420 kg    | a’   | 2006        | Ludwisarnia Felczyńskich, Taciszów |
| Największy dzwon | św. Ignacy | 700 kg    | g’   | 2005        | Ludwisarnia Felczyńskich, Taciszów |

## Galeria

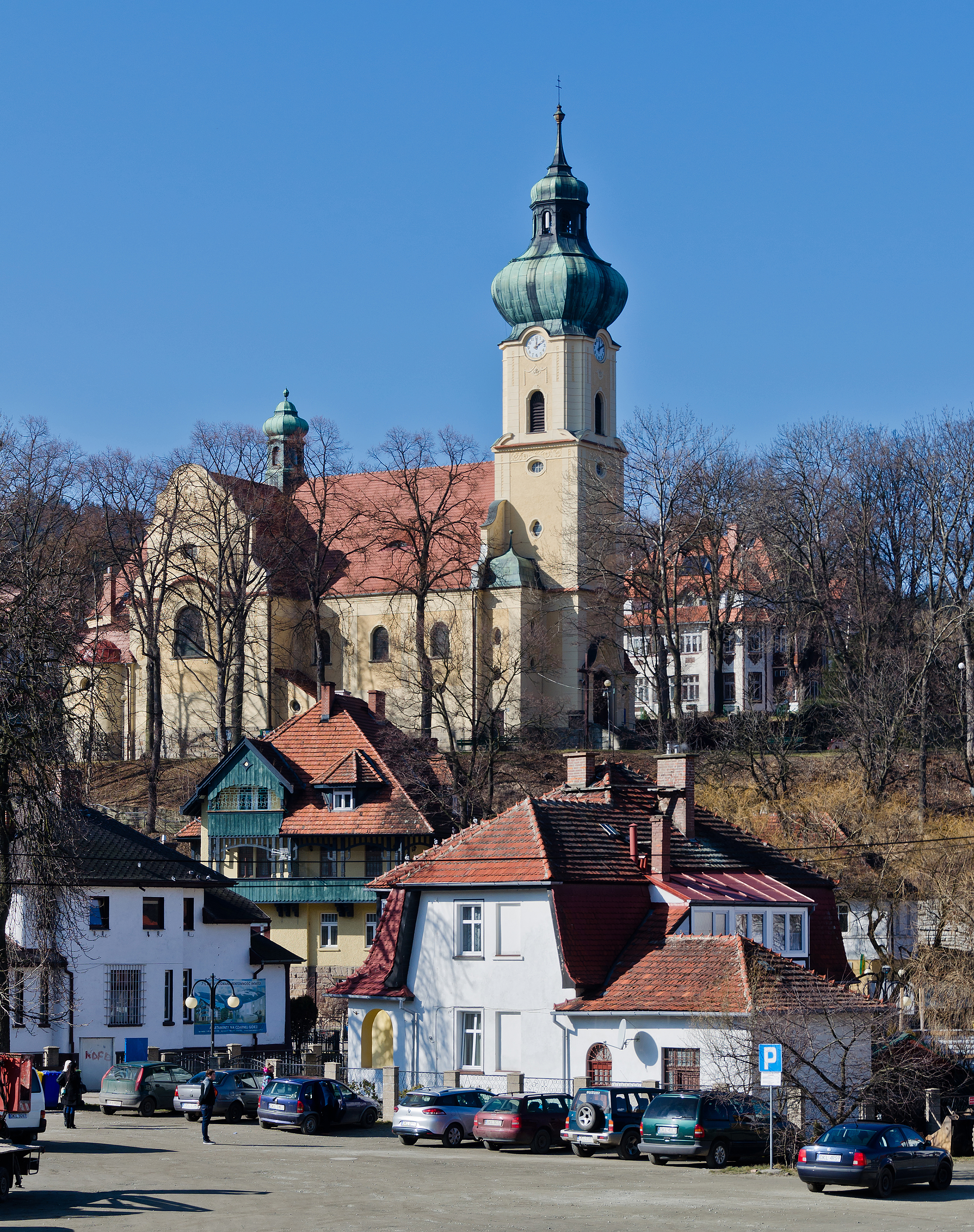
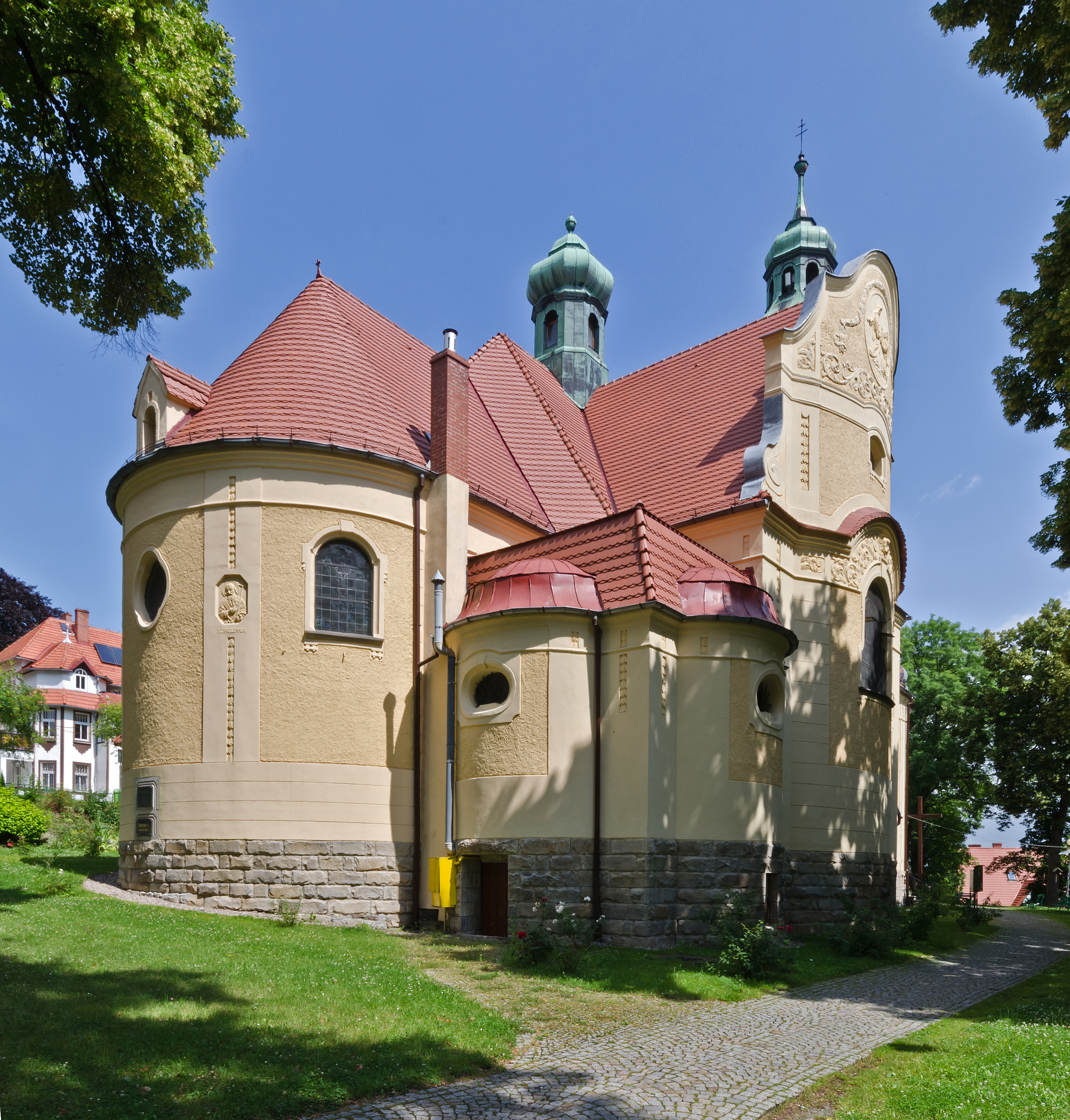
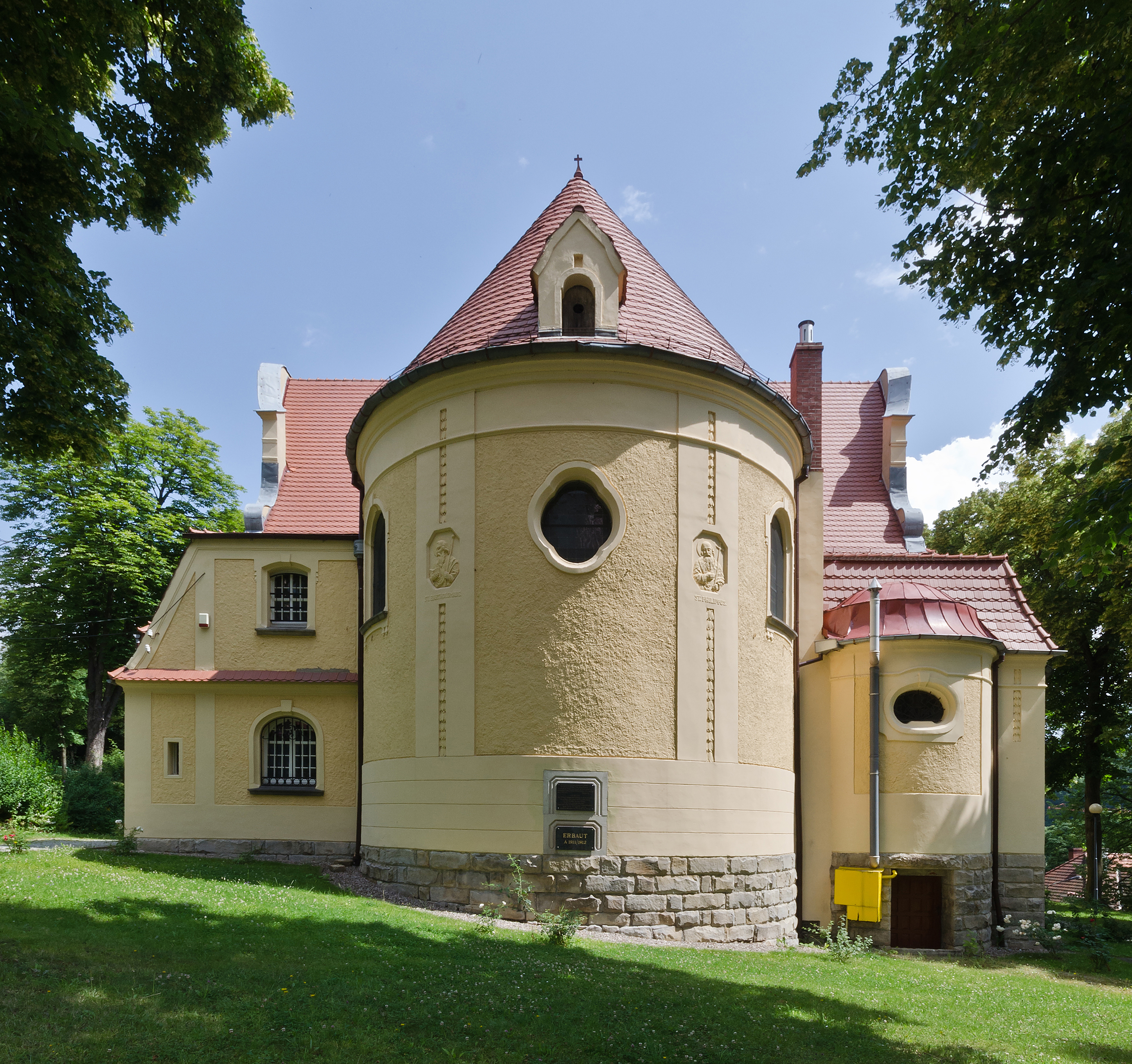
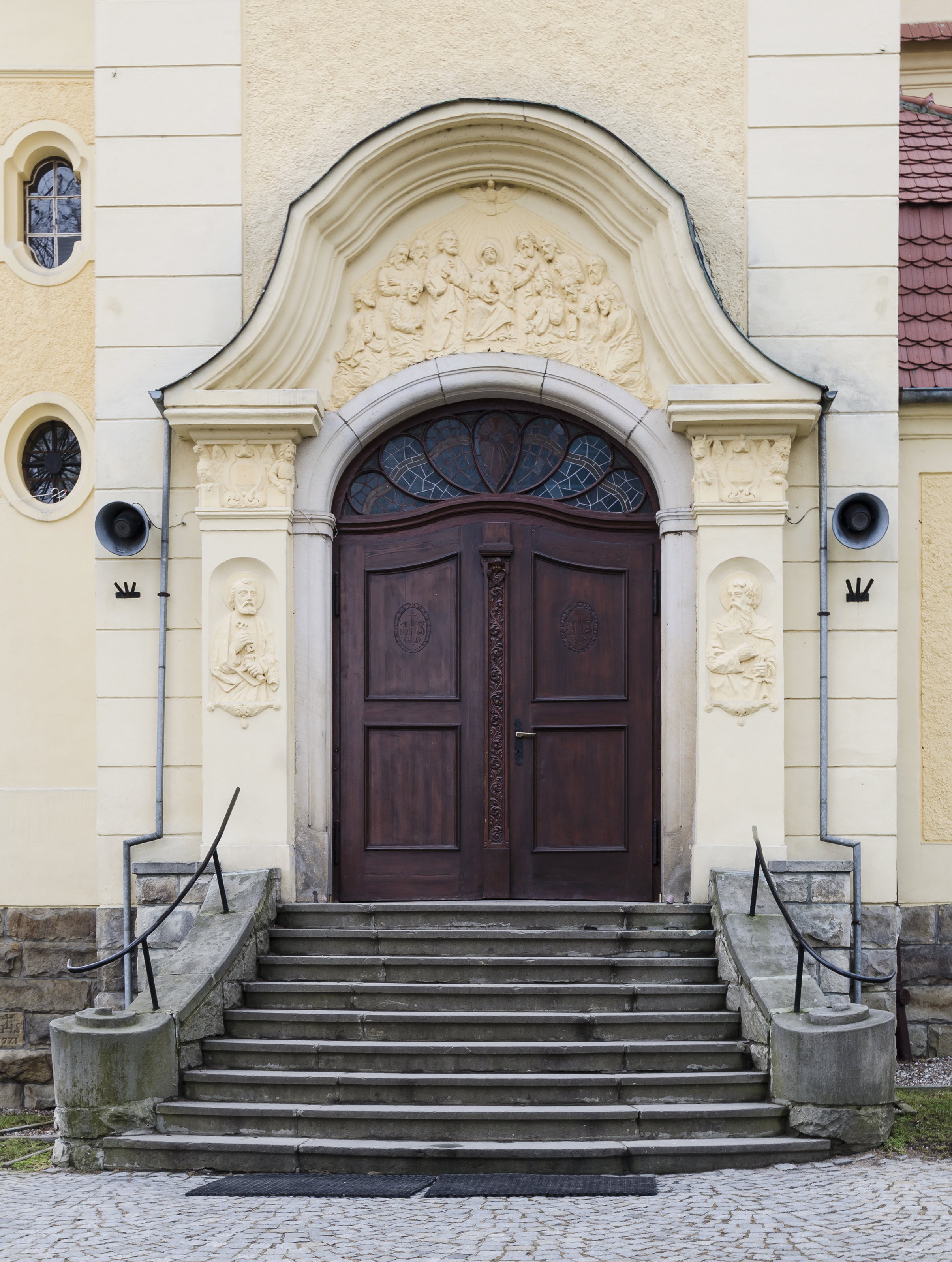
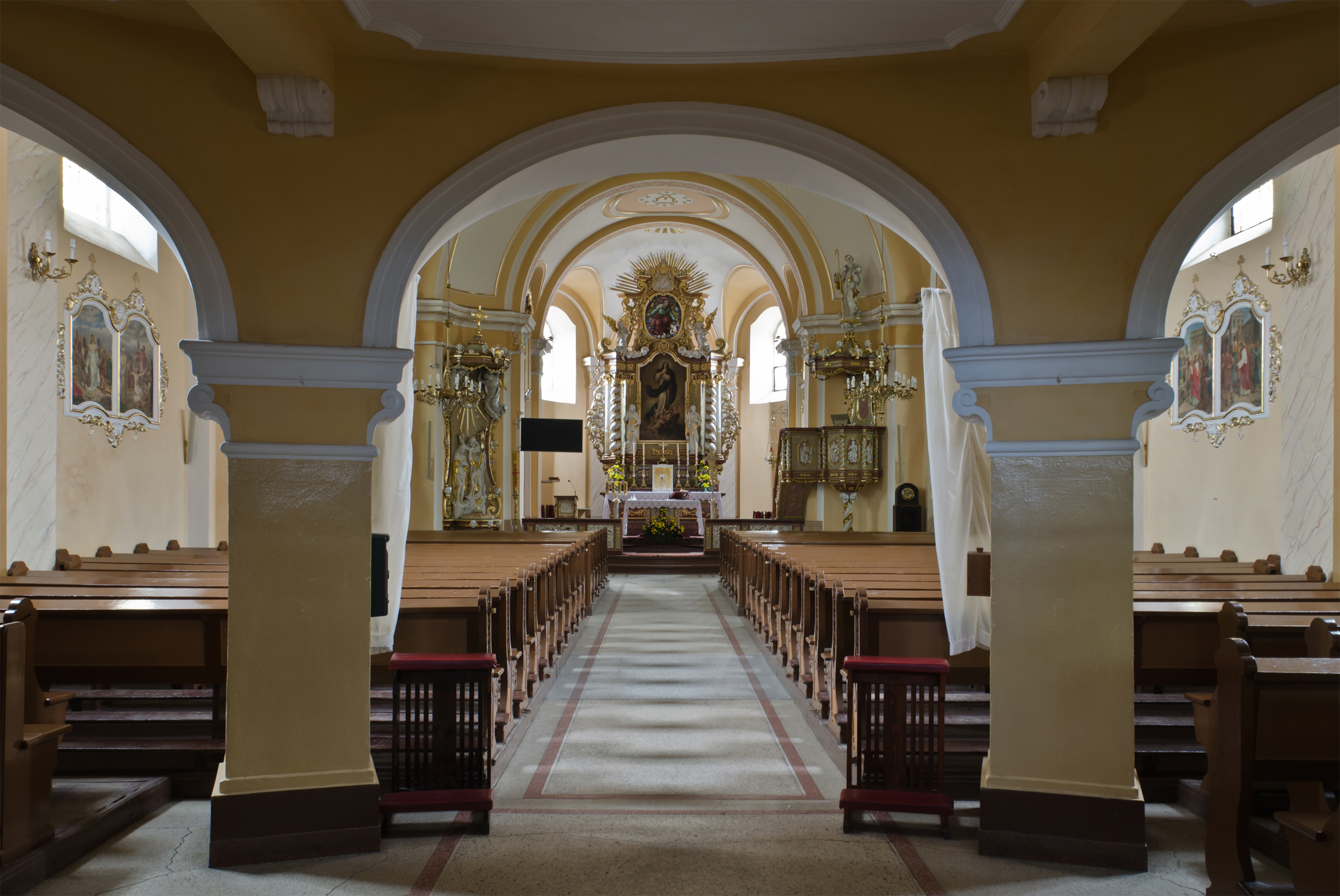
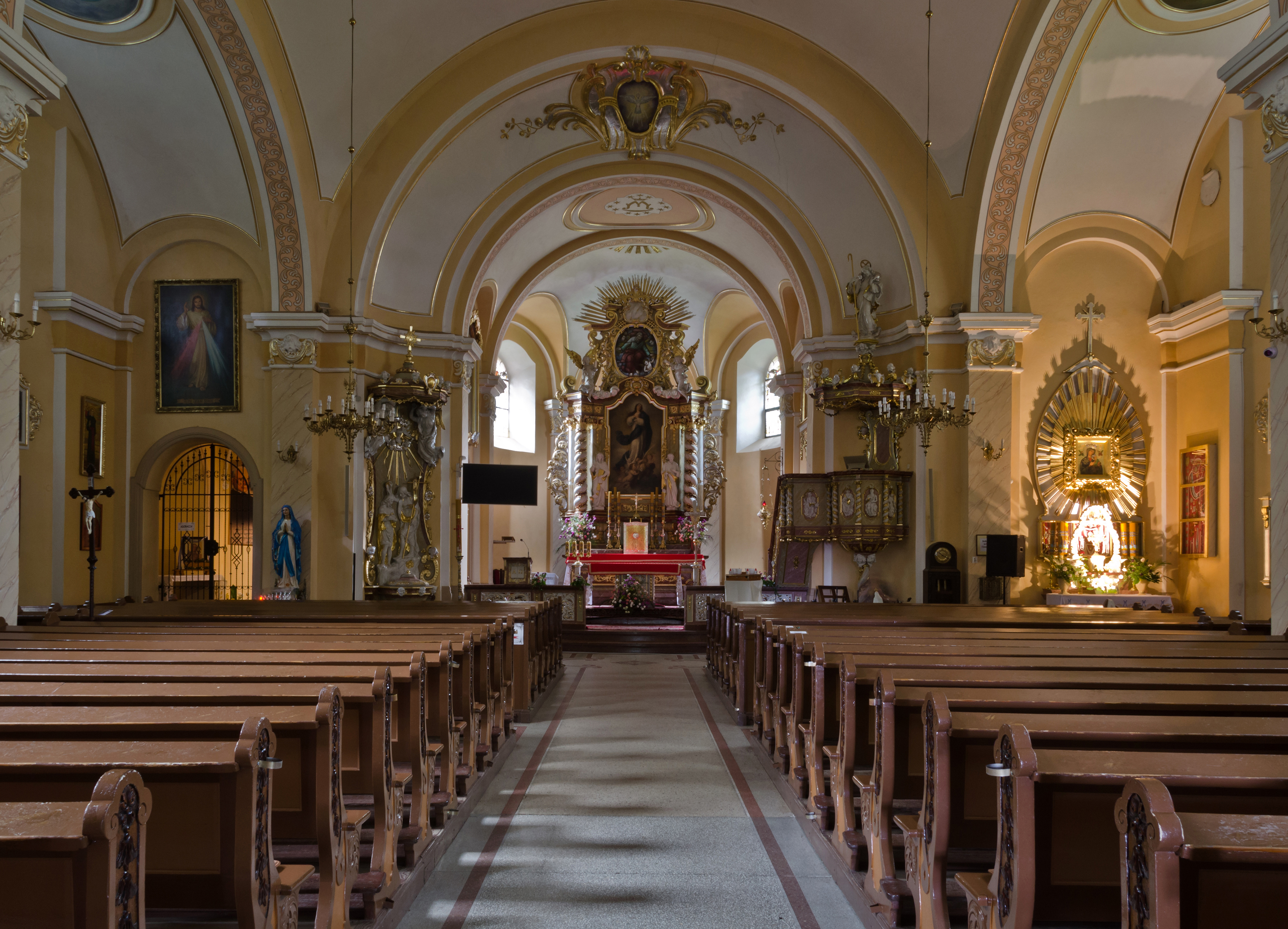
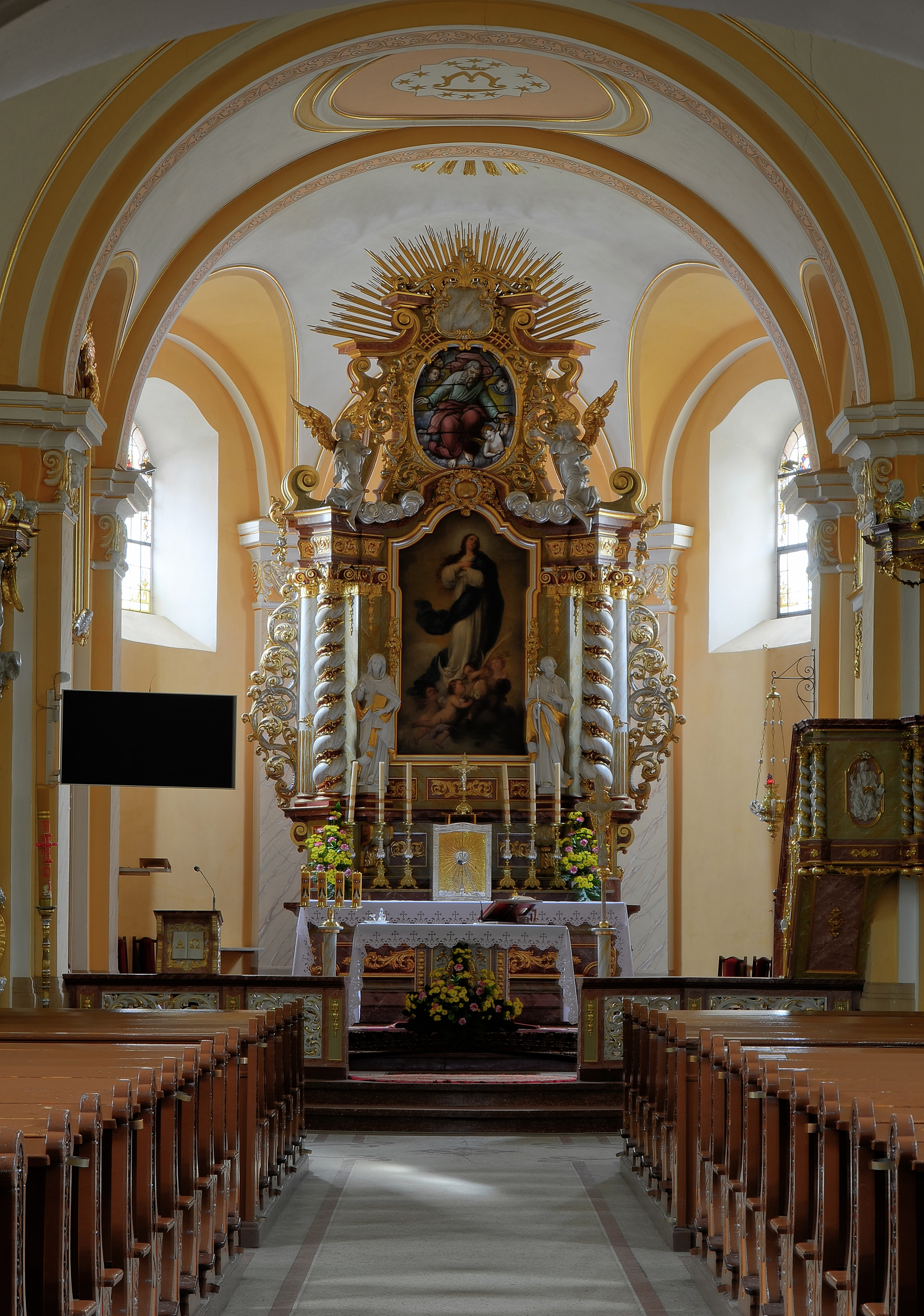
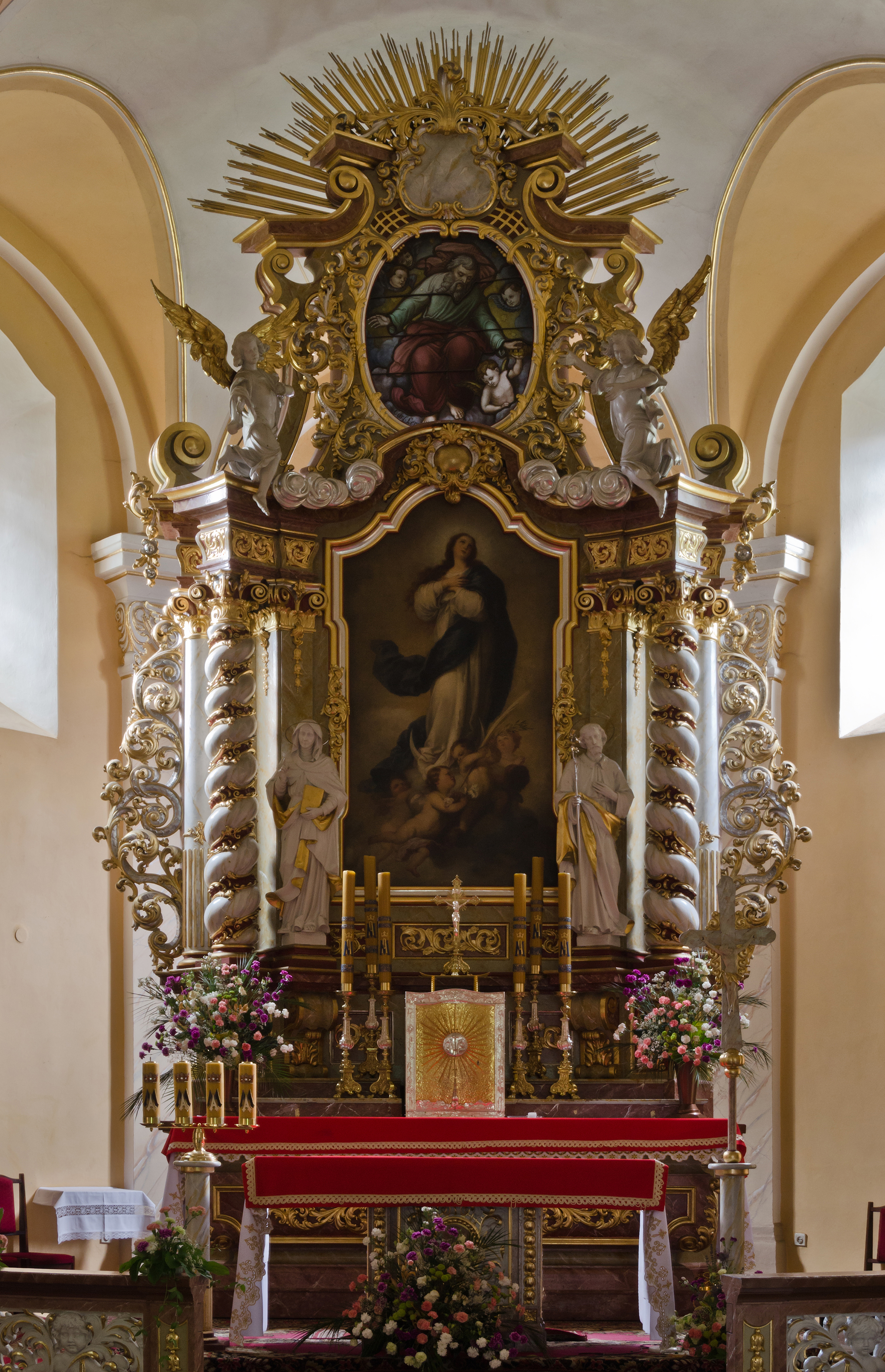
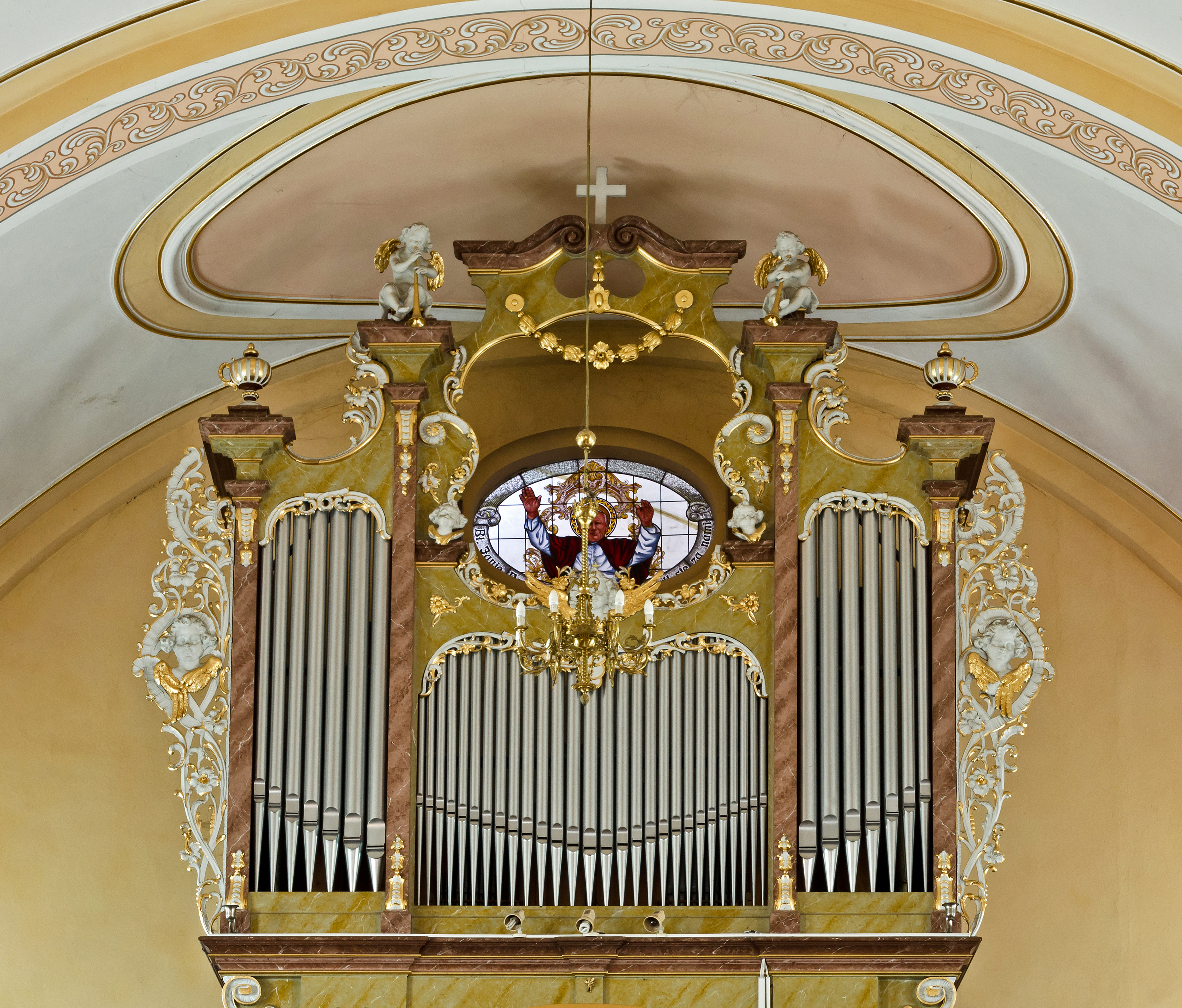
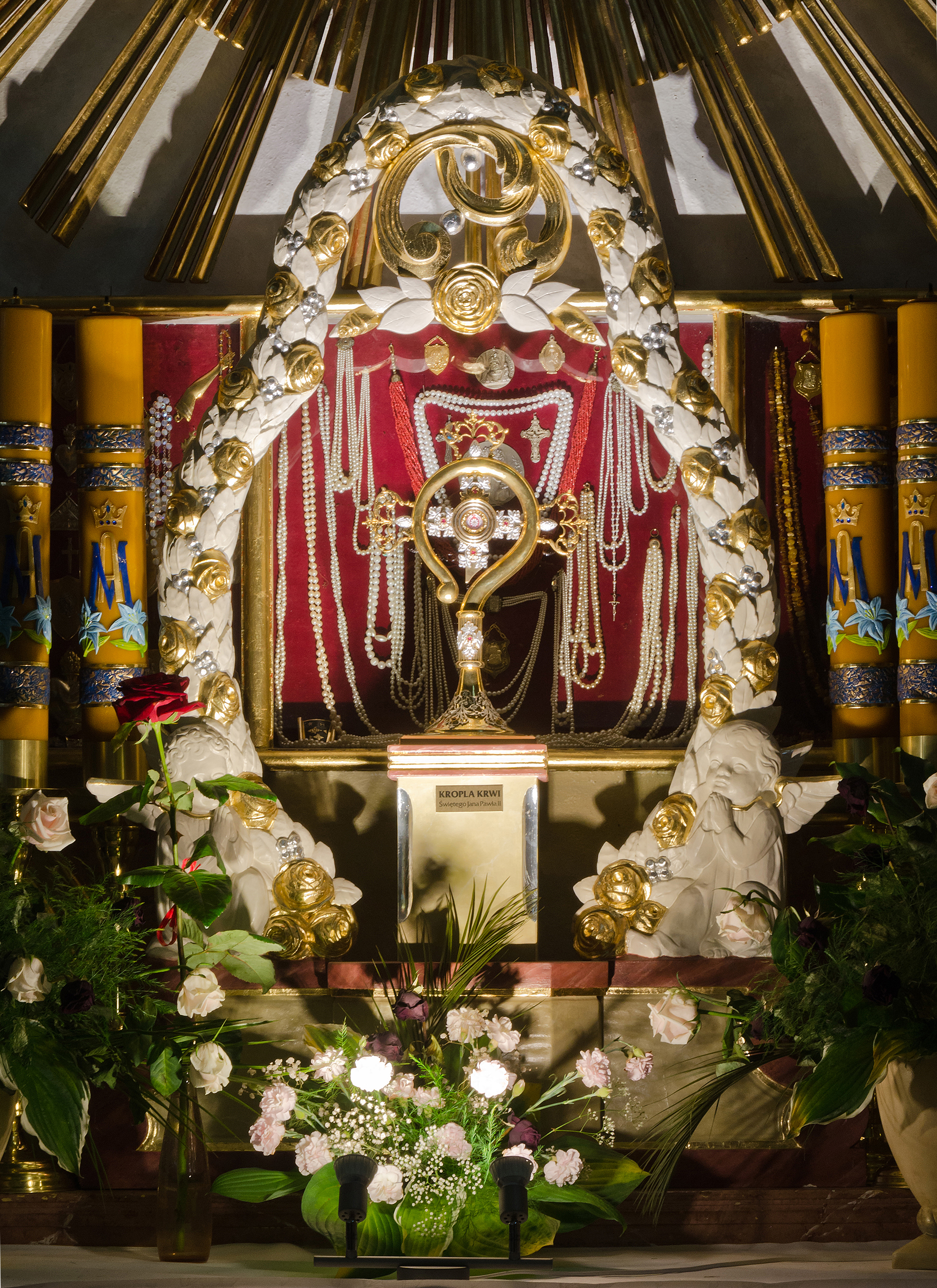
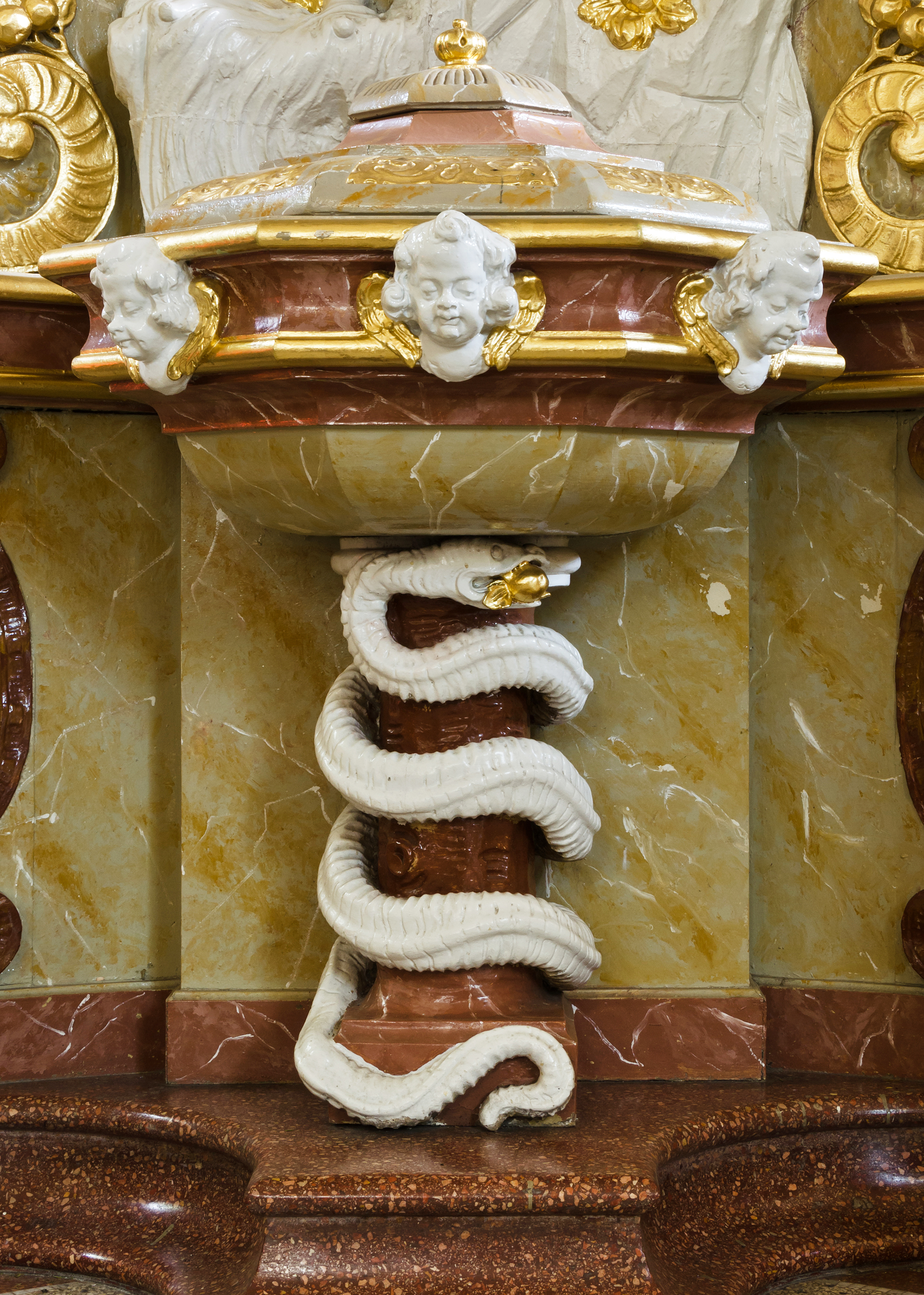
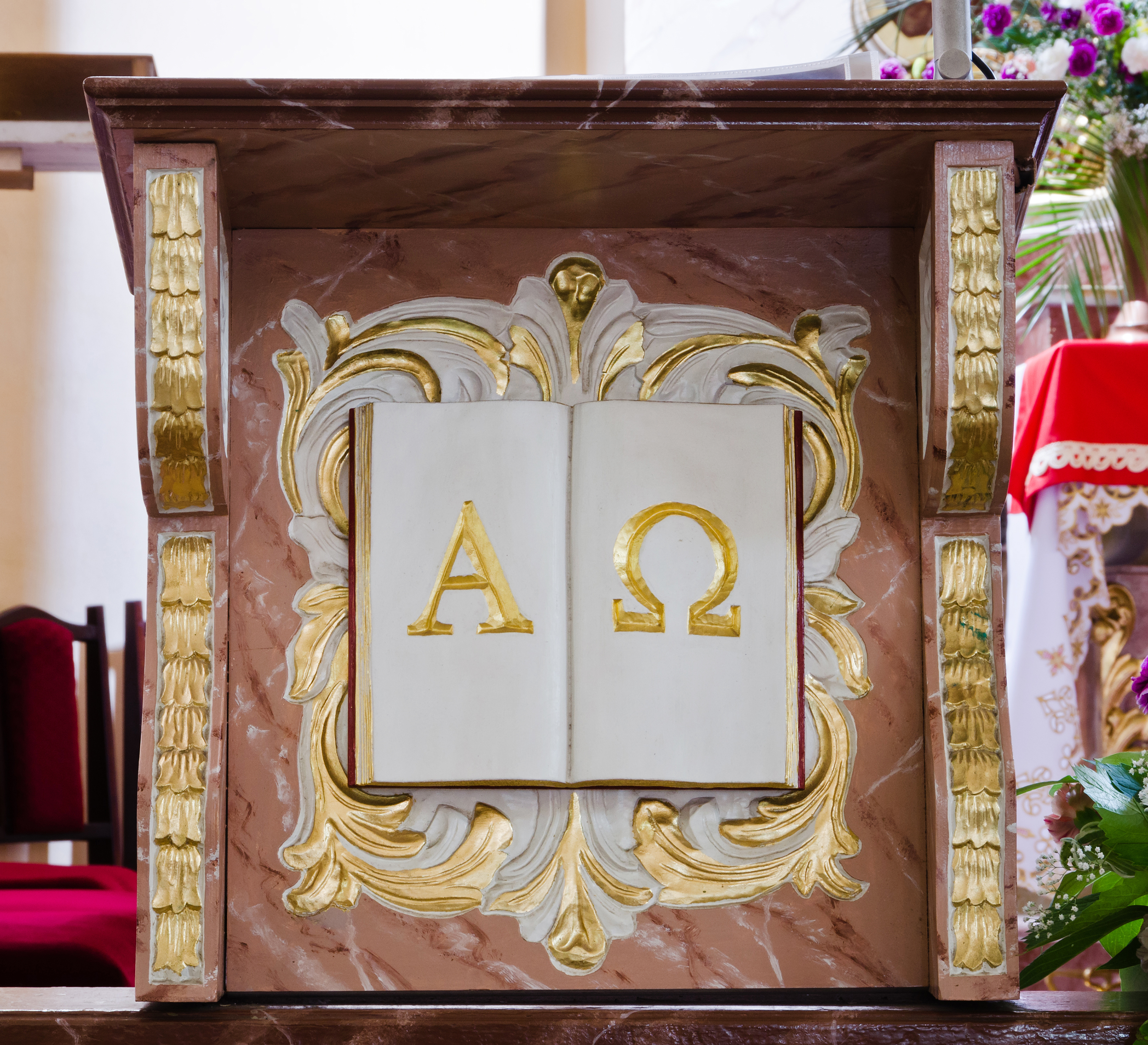
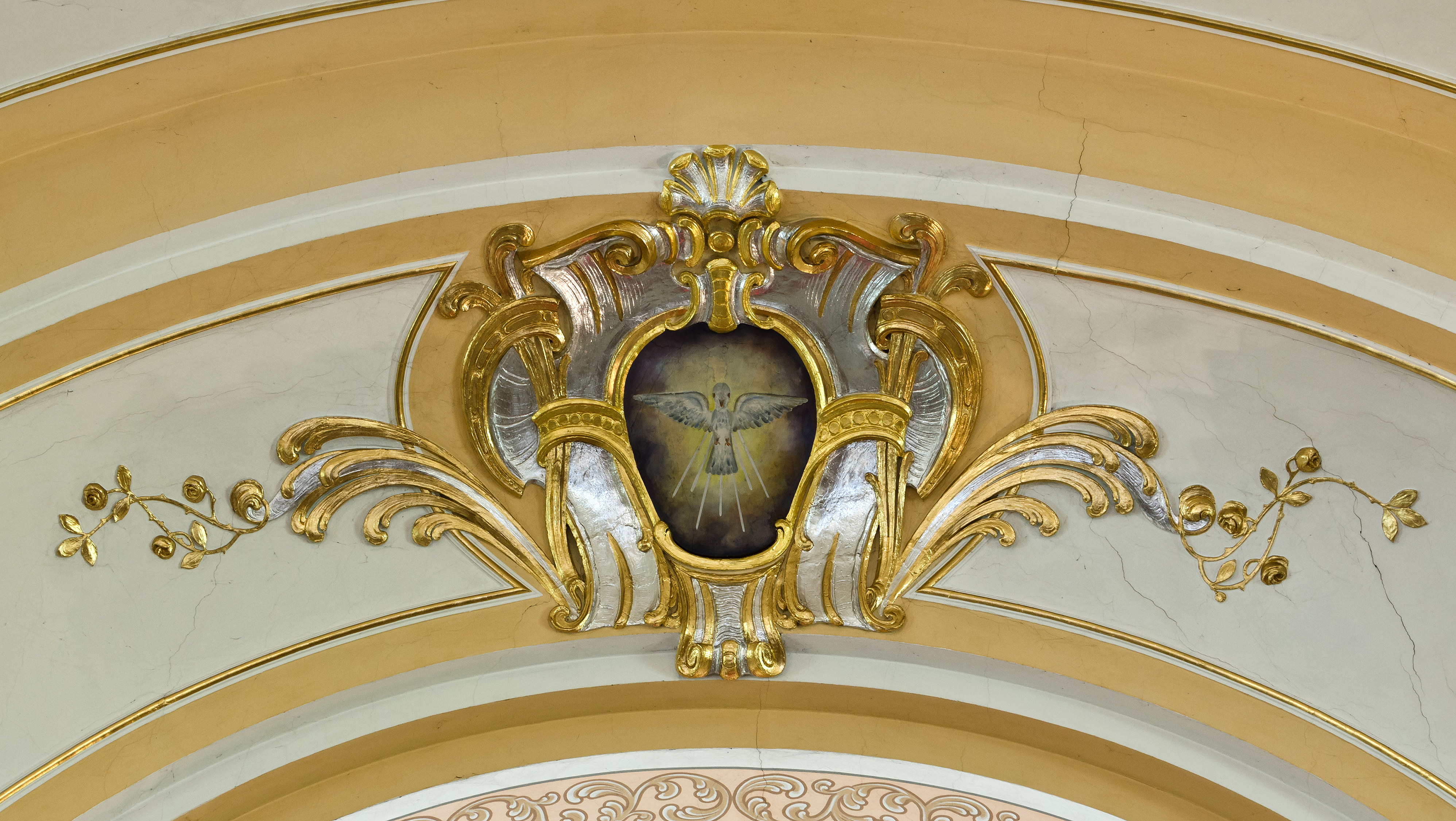
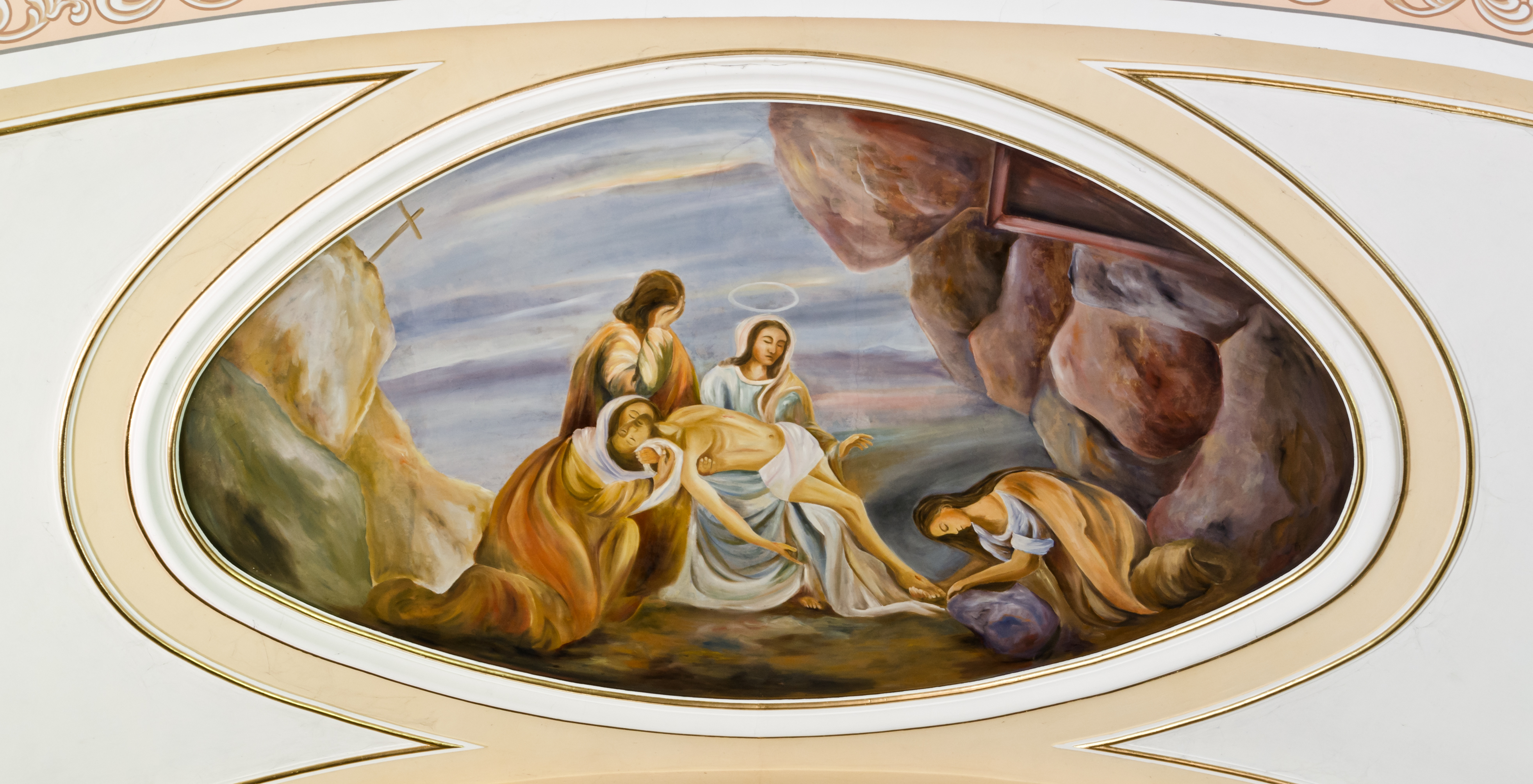
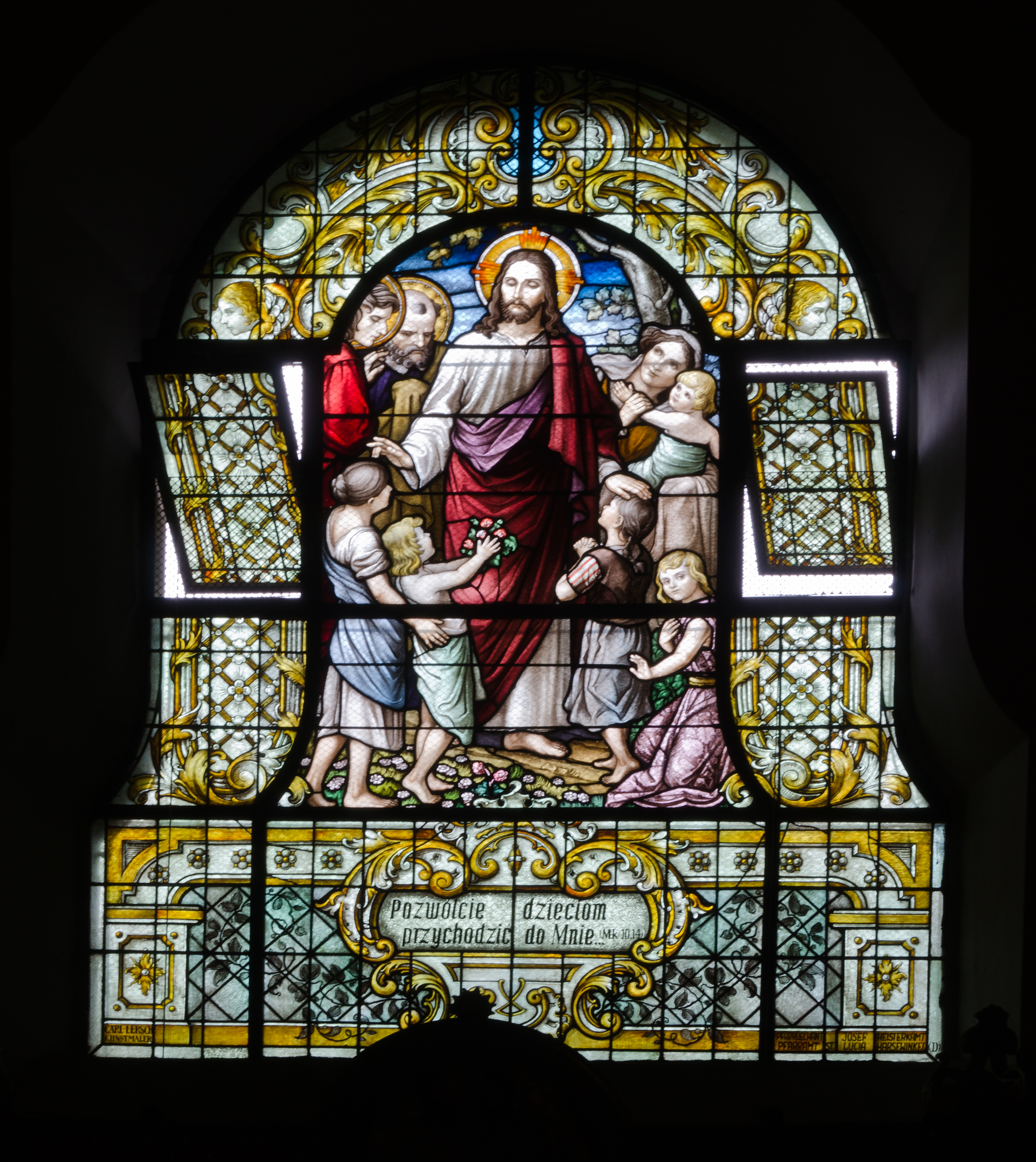
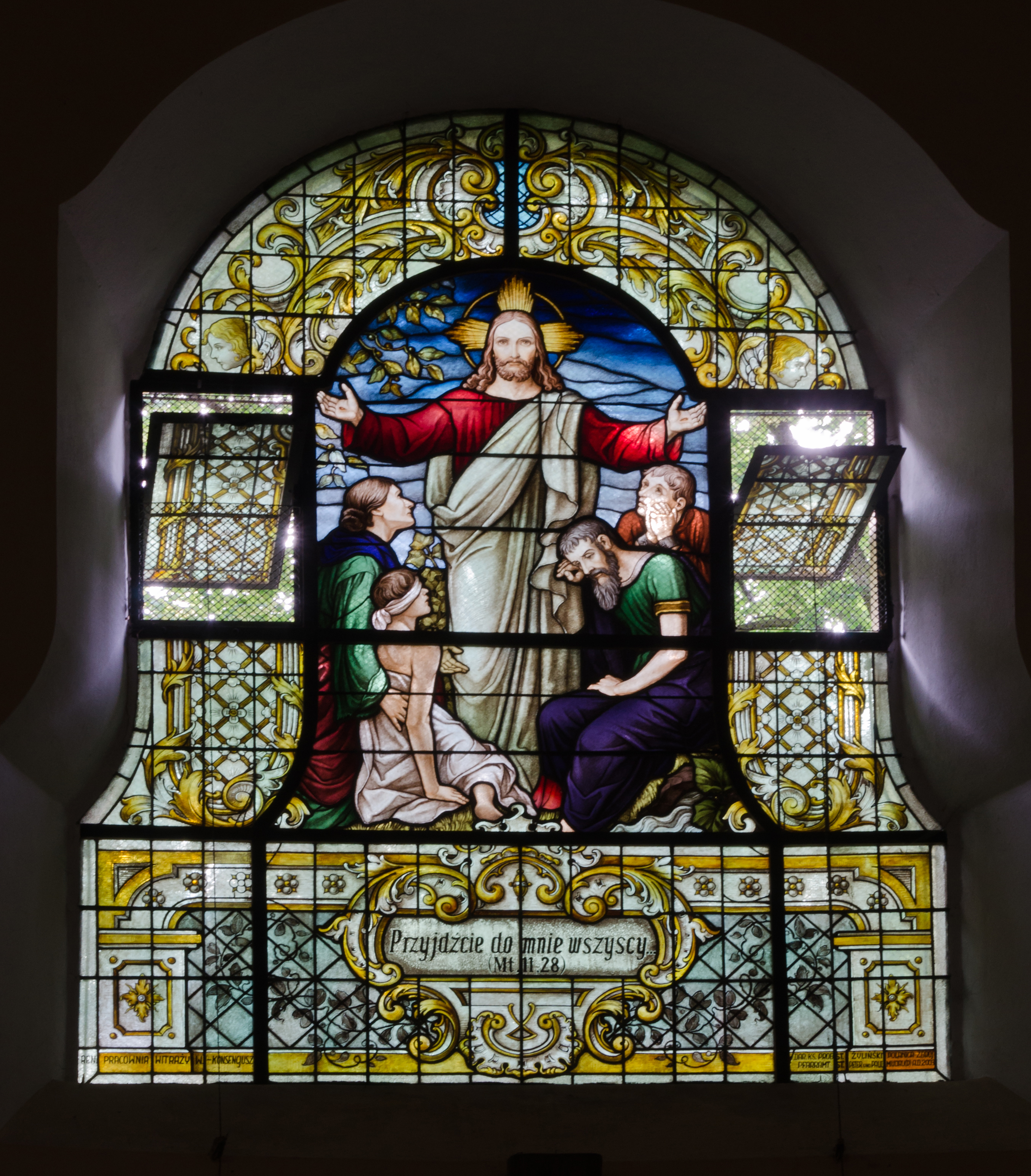
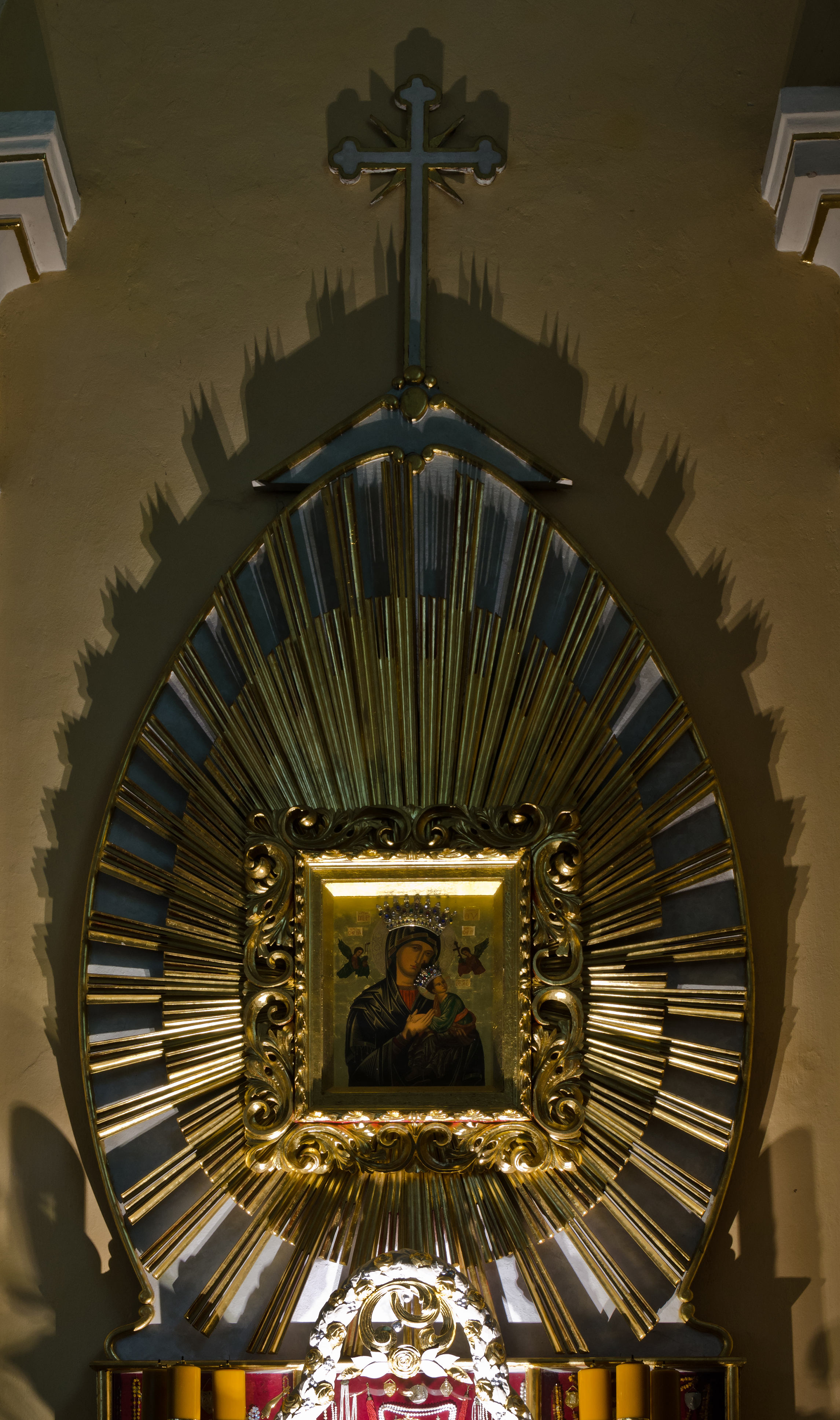
Obraz MB Nieustającej Pomocy, z kościoła w Stanisławowie